# Kees van Ierssel
Cornelius "Kees" Claudius Henricus van Ierssel (Breda, 6 de dezembro de 1945) é um ex-futebolista neerlandês, que atuava como lateral-direito.

## Carreira
Kees van Ierssel fez parte do elenco da Seleção Neerlandesa de Futebol que disputou a Copa do Mundo de 1974.

## Títulos
- Países Baixos
  - Vice-Copa do Mundo de 1974

## Ligações Externas
- Perfil em FIFA.com (em inglês)